# Austrarchaea hickmani
Austrarchaea hickmani es una especie de arácnido perteneciente al género Austrarchaea, dentro de la familia Archaeidae, del orden de las arañas.

## Distribución
La especie se distribuye por Victoria, Australia.

## Taxonomía
Fue descrita científicamente por Butler en 1929.